# Bristol Draco
Der Bristol Draco ist einer der  luftgekühlten 9-Zylinder-Sternmotoren des britischen Herstellers Bristol Aeroplane Company. Zu Versuchszwecken wurde er in den 1930er Jahren mit einer Kraftstoffeinspritzung ausgerüstet. Für eine bessere  Höhenleistung sorgte ein Lader.

## Geschichte
Grundlage für die Entwicklung des Draco bildete der Bristol Pegasus IM.3. Der Vergaser hatte nur noch eine einfache Drosselklappe, während   zwei Reiheneinspritzpumpen vier bzw. fünf Zylinder mit Kraftstoff versorgten. Die Einspritzung erfolgte in den Ansaugtrakt jeweils vor der Gabelung der Ansaugkrümmer zu den beiden Einlassventilen jedes Zylinders. Eingebaut und bei Flugversuchen erprobt wurde der Motor in einer Westland Wapiti. Da der Aufwand für die Einspritzung keine nennenswerten Verbesserungen brachte, wurden die Versuche eingestellt. Sowohl der Motor als auch diese Versuche blieben weitgehend unbekannt, hatte aber Auswirkungen auf die weitere Triebwerksentwicklung in Großbritannien.

## Technische Daten
- Bohrung: 146 mm
- Hub: 190,5 mm
- Hubraum: 28,7 l
- Verdichtung: 5,3:1
- Luftschraubenuntersetzung: 0,5:1
- Durchmesser: 1410 mm
- Länge: 1105 mm
- Dauerleistung: 540 PS